# Soběšín
Soběšín (en allemand : Sobieschin) est une commune du district de Kutná Hora, dans la région de Bohême-Centrale, en République tchèque. Sa population s'élevait à 164 habitants en 2020.

## Géographie
Soběšín se trouve à 10 km au nord-nord-est de Vlašim, à 29 km au sud-ouest de Kutná Hora et à 50 km au sud-est de Prague.
La commune est limitée par Rataje nad Sázavou et Podveky au nord, par Zbizuby à l'est, par Tichonice et Divišov au sud, et par Český Šternberk à l'ouest.

## Histoire
La première mention écrite de la localité date de 1291.

## Administration
La commune se compose de trois quartiers :
- Soběšín
- Otryby

## Transports
Par la route, Soběšín se trouve à 15 km de Uhlířské Janovice, à 35 km de Kutná Hora et à 62 km de Prague.